# Dee Brown
Dorris  Alexander Brown, mais conhecido como Dee Brown (Alberta, Louisiana, 28 de fevereiro de 1908 – Little Rock, Arkansas, 12 de Dezembro de 2002) foi um escritor e historiador norte-americano.

## Biografia
Dee Brown nasceu em um campo madeireiro em Alberta, no estado da Louisiana. Seu pai era madeireiro e Dee passou a infância ouvindo histórias do Velho Oeste do seu avô, principalmente sobre a Guerra da Secessão e a febre do ouro da Califórnia. 
Estudou no Arkansas State Teachers College, na Universidade George Washington e na Universidade de Illinois. Para sustentar-se, trabalhou como tipógrafo, jornalista, bibliotecário e professor.
Sua carreira como escritor teve início em 1942, quando publicou o romance Wave high the banner. Seis anos depois, lançava seu primeiro livro histórico, Frighting Indians of the West. Os anos seguintes foram de intensa produção literária e histórica. Seu principal livro foi Bury My Heart at Wounded Knee (no Brasil Enterrem meu coração na curva do rio), publicado em 1971, que originou o filme homônimo de 2007. 
Brown faleceu aos 94 anos, em 2002.

## Obras

### Históricos
- Fighting Indians of the West - 1948
- Grierson's Raid - 1954
- The Gentle Tamers: Women of the Old Wild West - 1958
- Bury My Heart at Wounded Knee - 1970
- The Fetterman Massacre - 1974
- Hear That Lonesome Whistle Blow - 1977
- The Galvanized Yankees - 1986
- Wondrous Times on the Frontier - 1991
- The American West - 1994
- Great Documents in American Indian History - 1995

### Romances
- Wave High The Banner - 1942
- Morgan's Raiders - 1959
- Showdown at Little Big Horn - 1964
- Creek Mary’s Blood - 1980
- Killdeer Mountain - 1983
- Conspiracy of Knaves - 1986
- Way To Bright Star - 1998

### Outros
- American Spa: Hot Springs, Arkansas - 1982
- Dee Brown's Folktales of the Native American: Retold for Our Times - 1993
- When the Century Was Young - 1993
- Images of the Old West - 1996